# متحف إدلب
متحف إدلب يقع في مدينة إدلب في شمال غربي سورية أنشئ في عام 1987م ويعتبر من أهم المتاحف في سوريا، جرى ترميمه وتحسينه ورصد مبلغ مليون يورو لتجديد المتحف. يحوي آثار منطقة محافظة إدلب, وبخاصة أهم آثار منطقة تل مرديخ التي تقع فيها مدينة إيبلا الأثرية. وبصورة عامة، يضم المتحف حصاد بعثات التنقيب العاملة في المحافظة في مواقع إيبلا وداحس وتل الكرخ وتل مسطومة وتل آفس ومدافن سراقب. وقد عرضت الآثار حسب تسلسلها الزمني بدءاً من الألف الثالث ق.م. وحتى العصور الإسلامية كما خصص جناح للتقاليد الشعبية في المحافظة.

## الأقسام
في المتحف قسم لحفظ جميع الألواح الفخارية الخاصة بالمكتبة الملكية في إيبلا، منسقة ومبوّبة ومحفوظة بشكل علمي دقيق، يجعلها سهلة التناول للدراسة التي يقوم بها فريق عالمي ينشر نتائج دراساته في حوليات تصدر في روما، ولقد غيّرت هذه الدراسات كثيراً من المعلومات الخاصة عن تاريخ العهد القديم (التوراة).